# 新潟県道546号駒込北潟線
新潟県道546号駒込北潟線（にいがたけんどう546ごう こまごみきたがたせん）は、新潟県三条市内を通る一般県道である。

## 概要

### 路線データ
- 起点：新潟県三条市大字駒込字前田（新潟県道213号下田見附線交点）
- 終点：新潟県三条市大字北潟字江ノ前甲（新潟県道8号長岡見附三条線・新潟県道107号帯織停車場大面線交点）

## 地理

### 通過する自治体
- 新潟県三条市

### 接続する道路
- 新潟県道213号下田見附線（起点：三条市大字駒込字前田、「大新潟カントリークラブ三条コース」西方」）
- 新潟県道8号長岡見附三条線・新潟県道107号帯織停車場大面線（終点：大面交差点）

### 周辺
- JR信越本線 帯織駅
- 三条市立大面小学校
- JAにいがた南蒲 帯織支店
- 帯織郵便局
- 大面郵便局